# عصای شبانی کلونمکنویز
عصای شبانی کلونمَکنویز (به انگلیسی: Clonmacnoise Crozier) نوعی (از نوع Insular) عصای شبانی متعلق به اواخر قرن یازدهم است که به عنوان عصای تشریفاتی برای اسقف‌ها و راهب‌های مذهبی استفاده می‌شد. منشأ، محل و تاریخچه مالکیت و نگهداری قرون وسطایی آن ناشناخته است. احتمالاً در اواخر قرن ۱۸ یا اوایل قرن ۱۹ در صومعهٔ کلونماکنویز در شهرستان افلی، ایرلند کشف شد. این عصا دو بخش اصلی دارد: یک شفت بلند و یک خمیده. سبک آن منعکس کننده عناصر هنر وایکینگ است، به ویژه حیوانات مار مانند در نقش‌های هشت تایی که در دو طرف بدنه خمیده عصا وجود دارد، و نوار حیوانات سگ مانند مشبک‌‌کاری شده که تاج را در بالای آن تشکیل می‌دهید. جدا از کوتاه شدن طول عصا و از بین رفتن برخی از نگین‌های درج شده، تا حد زیادی دست نخورده‌است و یکی از بهترین قطعات فلزکاری اینسولار باقی مانده‌است.
او ممکن است با سنت سیاران کلونمکنویز (متوفی حدوداً ۵۴۹ پس از میلاد) مرتبط بوده باشد و احتمالاً توسط تایگرناخ اوا برین (متوفی ۱۰۸۸ میلادی)، راهب بزرگ کلون‌مکنویز سفارش داده شده‌است، اما اطلاعات کمی در مورد منشأ یا کشف مجدد آن وجود دارد. این بنا در دو مرحله ساخته شده‌است: ساختار اصلی قرن یازدهم در اوایل قرن پانزدهم اضافه شد. عصا از یک هسته چوبی پیچیده شده در لوله‌های آلیاژ مس (برنز) ساخته شده‌است که با نوارهای اتصال در جای خود ثابت شده‌است و سه دستگیره بشکه ای شکل (اتصالات فلزی تزئینی بیرون زده). قلاب به‌طور همزمان اما به‌طور جداگانه قبل از قرار گرفتن در بالای کارکنان ساخته شد. ملحقات تزئینی کروزیر شامل تاج و ترمینال (یا «افتاده») روی کج، و دستگیره‌ها و فرل روی چوب است. این اجزا از نقره، نیلو، شیشه و مینا ساخته شده‌اند. قلاب بیشتر با گل میخ‌های شیشه‌ای آبی گرد و ظروف میلیفیوری (ظروف شیشه‌ای) سفید و قرمز تزئین شده‌است.
هنری چارلز سیر(Henry Charles Sirr)، عتیقه‌شناس و مجموعه‌دار، لرد شهردار دوبلین، تا زمانی که مجموعه‌اش توسط آکادمی سلطنتی ایرلند پس از مرگش در سال ۱۸۴۱ میلادی به دست آمد، آن را نگه داشت. در سال ۱۸۹۰ میلادی به شعبه باستان‌شناسی موزه ملی ایرلند در خیابان کیلدر در بنیاد این شعبه منتقل شد. گریفین موری، باستان‌شناس و مورخ هنر، کروزیر را «یکی از بهترین نمونه‌های فلزکاری اوایل قرون وسطایی از ایرلند» توصیف کرده‌است.

## عملکرد
مانند تمام کروزیرهای جزیره‌ای تولیدشده بین حدود. ۸۰۰ و ۱۲۰۰ پس از میلاد، کلونماکنویز کروزیر به شکل کلاهبردار چوپان باز است، نمادی از عیسی به عنوان چوپان خوب که گله خود را رهبری می‌کند. مزمور ۲۳ از یک «عصا» و یک «عصا» یاد می‌کند و از قرن سوم به بعد هنر مسیحی اغلب چوپان را نشان می‌دهد که عصایی را در دست دارد، از جمله سارکوفاگ سه شبان قرن چهارم در موزه‌های واتیکان در رم، و ۶- تخت قرن ماکسیمیان در موزه اسقف نشین، راونا. شکل متمایز کروزیرهای ایرلندی، عملکرد کلاهبرداران چوپان را در مهار گوسفندان سرکش تداعی می‌کند، و به گفته مورخ هنر، راشل ماس، شبیه به چوب‌های سر خمیده‌ای است که کروبی‌ها برای گرفتن شاخه‌های انگور در شمایل نگاری باکیه استفاده می‌کردند.
زمانی که پاپ سلستین اول در نامه‌ای به اسقف‌های گال در سال ۴۳۱ آنها را به دفتر اسقف پیوند داد، کروزیرها به نمادی از وضعیت اسقف‌ها و راهب‌ها تبدیل شدند. طبق سنت، اولین نمونه ایرلندی (از ۱۵۳۸ گم شد) " باچال ایسو " (عصه عیسی) بود که توسط خدا به سنت پاتریک داده شد. به گفته باستان‌شناس ای تی لوکاس، کروزیرها به عنوان «وسایل نقلیه اصلی قدرت [پاتریک]، نوعی الکترود روحانی عمل کردند که از طریق آن انرژی مقدسی را که به وسیله آن معجزات بی شماری را که به او نسبت داده شده بود، منتقل می‌کرد». در یک بررسی در سال ۲۰۰۴، کلونماکنویز کروزیر یکی از ۲۰ فروند (یا کمتر) تقریباً دست نخورده کروزیر جزیره‌ای علاوه بر شصت قطعه بود.

## منشأ و قدمت
جورج پتری، باستانی ایرلندی (م. ۱۸۶۶) اولین کسی بود که در مورد کشف کروزیر نوشت و بر اساس منابع خود این مکان را مانند «معبد سیاران» قرار داد، یک سخنرانی که اکنون ویران شده در محوطه صومعه کلونماکنویز، در شهرستان. افالی. گفته می‌شود که این سخنرانی حاوی مقبره بنیانگذار صومعه سنت سیاران از کلونماکنویز (م. ح. 549)، و او به‌عنوان قرن‌ها پس از مرگش ظاهر شد تا «یک مهاجم بالقوه را با کرزیر خود بزند». پتری ثبت کرد که در کنار گنجینه ای از جام نقره ای مربوط به سال ۱۶۴۷، یک ظرف شراب و زیارتگاه یا یادگاری از دست سیاران پیدا شده‌است که همه اکنون به جز جام گم شده‌اند.  این اشیاء در طول قرن‌ها پس از مرگ کیاران به صورت جداگانه در محل دفن قرار می‌گرفتند.
هیچ مدرک مستندی برای حمایت از روایت پتری در مورد مکان یافتن کروزیر وجود ندارد. به نظر می‌رسد این ادعا بر اساس گزارش‌هایی از سال‌های ۱۶۸۴ و ۱۷۳۹ است که اشاره می‌کنند یادگاری از دست سیاران در آنجا پیدا شده‌است،  در حالی که سبک و تکنیک تولید کروزیر شباهت زیادی به دو کروزیر تکه‌تکه‌ای معاصر دارد که گاهی اوقات با آن مرتبط می‌شوند. کلونماکنویز؛ سر بسیار مشابه و به اصطلاح فریزر کروزیر (شماره کاتالوگ NMI 1899:28) و یک دکمه-کروزیر در موزه بریتانیا. ویلیام فریزر، عتیقه‌شناس، در سال ۱۸۹۱ نوشت که احتمالاً کلونماکنویز کروزیر به‌عنوان یادگاری از سنت سیاران مورد احترام بوده‌است. 

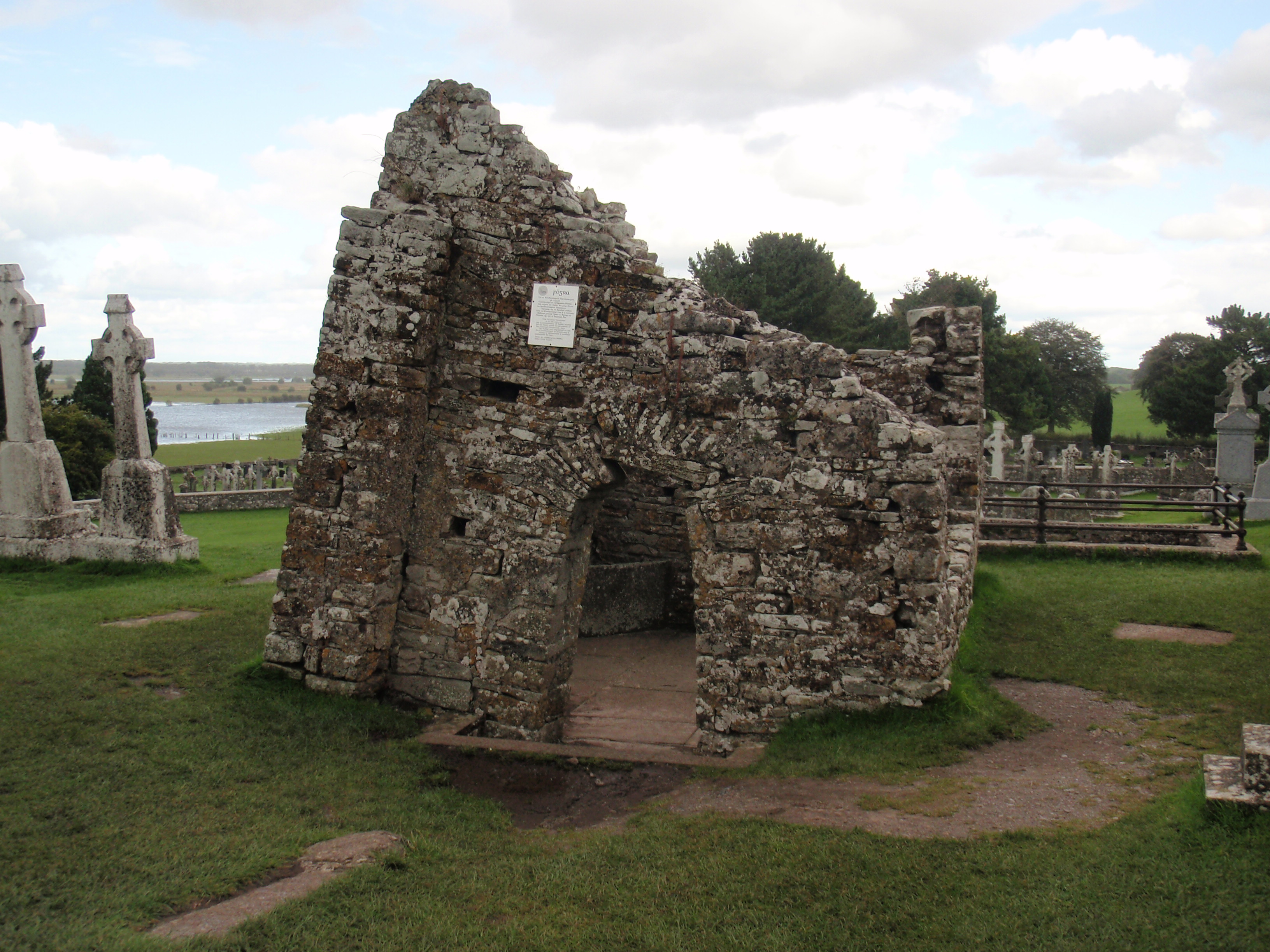
معبد کیاران در صومعه کلونماکنویز، محتمل‌ترین مکان برای یافتن کروزیر

صومعه کلونماکنویز در سال ۵۴۴ توسط سنت کیاران در قلمرو مین تأسیس شد، جایی که یک مسیر زمینی اصلی شرق به غرب و بخش سیاسی قرون وسطی اولیه (اسلیغ ماهور) در رودخانه شانون به هم رسیدند. این موقعیت استراتژیک به آن کمک کرد تا قرن نهم به مرکز پر رونق دین، یادگیری، صنعتگری و تجارت تبدیل شود و بسیاری از پادشاهان بلندپایه تارا (شاه عالی) و از کاناکت در اینجا به خاک سپرده شدند. کلونماکنویز تا حدود زیادی در پایان قرن سیزدهم رها شد. امروزه این سایت شامل نه کلیسای ویران شده، یک قلعه، دو برج گرد و بسیاری از صلیب‌های سنگی حکاکی شده‌است.
قدمت کروزیر در اواخر قرن یازدهم تا حدی بر اساس شباهت سبک آن به معبد بل سنت کویلاین و معبد بازوی سنت لاختین در اوایل قرن دوازدهم است و همچنین عناصر رومی که گاهی در هنر جزیره ای یافت می‌شود. دوره. لوکاس آن را اندکی پس از ۱۱۲۵ قرار می‌دهد.
برخی از مورخان پیشنهاد می‌کنند که کروزیر در دوبلین تولید شده‌است، بر اساس الگوهای به اصطلاح «مکتب دوبلین» هایبرنو-رینگریک روی کلاهبردار. همچنین دارای طرح‌های زئومورفیک مشابه طرح‌های ساخت دوبلین کروزیر مرفه، در عبادتگاه کلیسای سنت کلمبا است، که همچنین دارای شباهت‌های سبکی به فلزکاری دوبلین است، به‌ویژه با آن‌هایی که در حین حفاری در خیابان اصلی، دوبلین، یافت شد. در طول سال‌های ۱۹۶۲ و ۱۹۶۳ میلادی. هیچ‌یک از این پیوندها قطعی و به‌طور گسترده پذیرفته نشده‌است. کارگاه فلزی قابل توجهی در قرن یازدهم در کلونماکنویز فعال بوده‌است، و کروزیر حاوی عناصر طراحی و نقوش منحصر به فرد برای اشیاء معاصر یافت شده در یا نزدیک محوطه صومعه است. اینها شامل شیرهای روبه‌رو با پاهای در هم تنیده روی یقه زیر بالای سر است که روی صلیب بلندی در معبد سیاران نیز وجود دارند.

## شرح
کروزیر ۹۷ سانتی‌متر (۳۸ اینچ) طول (تقریباً طول یک عصا) و کج ۱۳٫۵ سانتی‌متر (۵٫۳ اینچ) عرض دارد. احتمالاً یک بار ۲۰ سانتی‌متر بلندتر بوده و مانند اکثر نمونه‌های دست‌نخورده دیگر، چهار دستگیره داشته‌است. به نظر می‌رسد که این تلفات ناشی از شکسته شدن آن برای آسان‌تر کردن آن و در نتیجه پنهان شدن از دید وایکینگ‌ها و مهاجمان بعدی نورمن باشد. عصا از یک هسته چوبی که با لوله‌های فلزی پوشانده شده‌است، تشکیل شده و از دو بخش اصلی تشکیل شده‌است: شفت بلند و خمیده. کلاهبردار به قسمتی عمودی به نام قطره ختم می‌شود که یک صفحه قطره‌ای در سمت بیرون دارد. پوشش روی شفت توسط نوارهای اتصالی که توسط سه دستگیره به یکدیگر متصل شده‌اند وصل می‌شود، در حالی که یک فرول آلیاژ مس محافظ نوک پایه شفت را تشکیل می‌دهد. هسته‌های شفت و کج از تکه‌های الوار جداگانه ساخته شده‌اند اما به همان دوره بازمی‌گردند. کلاهبردار دارای یک نوار اتصال داخلی، تاج و صفحه قطره‌ای است که هر کدام به‌طور مستقل ساخته شده‌اند و بدون عملکرد ساختاری، صرفاً تزئینی هستند.
این بنا در دو مرحله ساخته شده‌است: بنای اوایل قرن یازدهم به آن اضافه شده و در قرن چهاردهم بازسازی شده‌است، الحاقیه‌های بعدی شامل اسقف و اژدها در بشقاب قطره‌ای، و برخی از تزئینات روی دستگیره بالایی. فاز اول به سبک جزیره ای طراحی شده‌است و شامل زیور آلات حیوانات، درهم آمیزی و الگوهای هنری سلتیک است. بسیاری از تزیینات متأثر از سبک‌های رینگریک اواخر قرن دهم و سبک‌های اورن قرن یازدهم در هنر وایکینگ است که هر دو با حیوانات نواری شکل (اغلب مارها، سگ‌ها و پرندگان)، شاخ و برگ‌های آکانتوس، صلیب‌ها و مارپیچ‌ها مشخص می‌شوند. و از طریق تماس مستقیم و هنر معاصر آنگلوساکسون از جنوب انگلستان در ایرلند اقتباس شد. ماس کروزیر را یکی از بهترین اشیاء تحت تأثیر رینگریک ایرلندی، همراه با معبد میوساخ و کاتاچ (هر دو پوشاندن قرن یازدهمی) توصیف می‌کند.
با وجود اینکه متحمل خسارت، آسیب و تعمیرات مضری شده‌است، اما در مجموع در شرایط عالی قرار دارد. صفحه قطره‌ای اصلی در اواخر دوره قرون وسطی جایگزین شد. چوب انتهای تاج پوسیده شده‌است، احتمالاً به دلیل نمایان شدن یکی از پرچ‌ها، که به نوبه خود منجر به آسیب بیشتر به سازه می‌شود.

### خم کردن

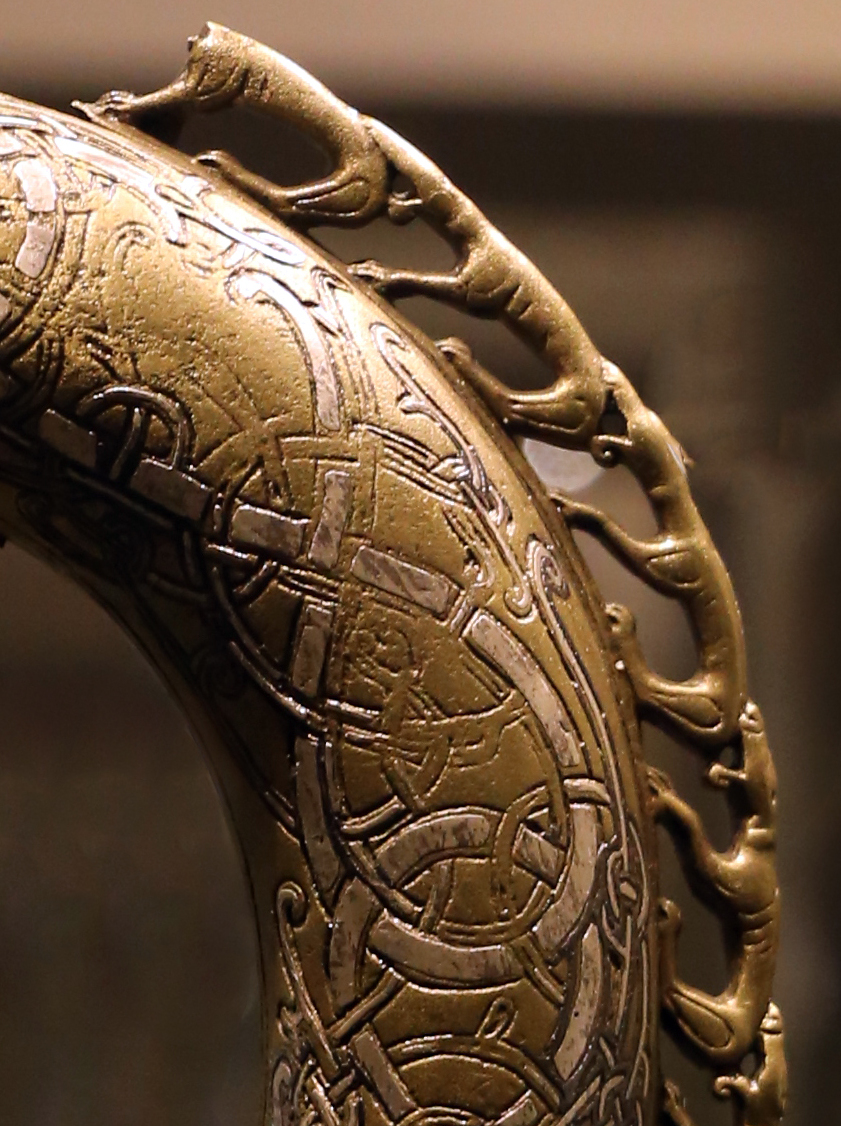
ردیف جانوران سگ مانند که تاج را تشکیل می‌دهند

کلاهبردار ۱۳٫۵ سانتیمتر (۵٫۳ اینچ) است بالا، ۱۵٫۵ سانتیمتر (۶٫۱ اینچ) پهن و حداکثر دور آن ۳٫۷ سانتیمتر (۱٫۵ اینچ) است. این از یک تکه چوب تشکیل شده‌است که در آلیاژ مس محصور شده‌است، با یک اتصال داخلی و صفحات برای تاج و قطره. هر طرف کلاهبردار با چهار یا پنج حیوان مار مانند زئومورفیک ریخته‌گری نقره در ردیف‌هایی از گره‌های هشت‌شکل محکم بسته‌شده و بدن‌های رنگ‌پریده نواری شکل که در هم تنیده شده و روی هم حلقه می‌شوند تزئین شده‌است. طراحی شده در اقتباس ایرلندی از سبک رینگریک، آنها با نوارهای نازکی از نیلو که به عنوان لبه‌های تزئینی ظاهر می‌شوند که، به گفته باستان‌شناس و مورخ هنر، گریفین موری، «از سر و بدن آنها سرچشمه می‌گیرند و گره‌های گیاهی شکل می‌دهند. طرح‌های اطراف آنها» قبل از خاتمه در الگوهای مارپیچی.
تاج توسط پرچ و میخ به بالای کج متصل می‌شود. تقریباً نیمی از آن جدا شده‌است، اما آنچه باقی می‌ماند یک ردیف روباز از پنج حیوان سگ‌مانند خمیده‌است که از بالای محل اتصال با عصا تا قبل از بالای کلاهبر امتداد دارد - احتمالاً ردیفی که زمانی تا بالای آن کشیده شده‌است. افت، به خصوص از آنجایی که حیوان سربی به شدت آسیب دیده‌است و سر خود را از دست داده‌است، در حالی که نزدیکترین آنها نیز آسیب دیده و دارای قطعات گم شده هستند. حیوانات آینده‌نگر هستند و سرتاسر قرار گرفته‌اند و به سبک اوزبرگ هنر وایکینگ ارائه شده‌اند. به گفته مورخ هنر مایر دو پائور، هر یک از آنها به عنوان «با فک‌های [خود] باسن حیوان قبلی را گرفته‌اند». به‌طور مشابه، سر فریزر کروزیر شامل الگوهای دندان سگ در قسمت بالای کلاهک است، اما تصور می‌شود که اینها متعلق به قرن شانزدهم هستند.

### رها کردن

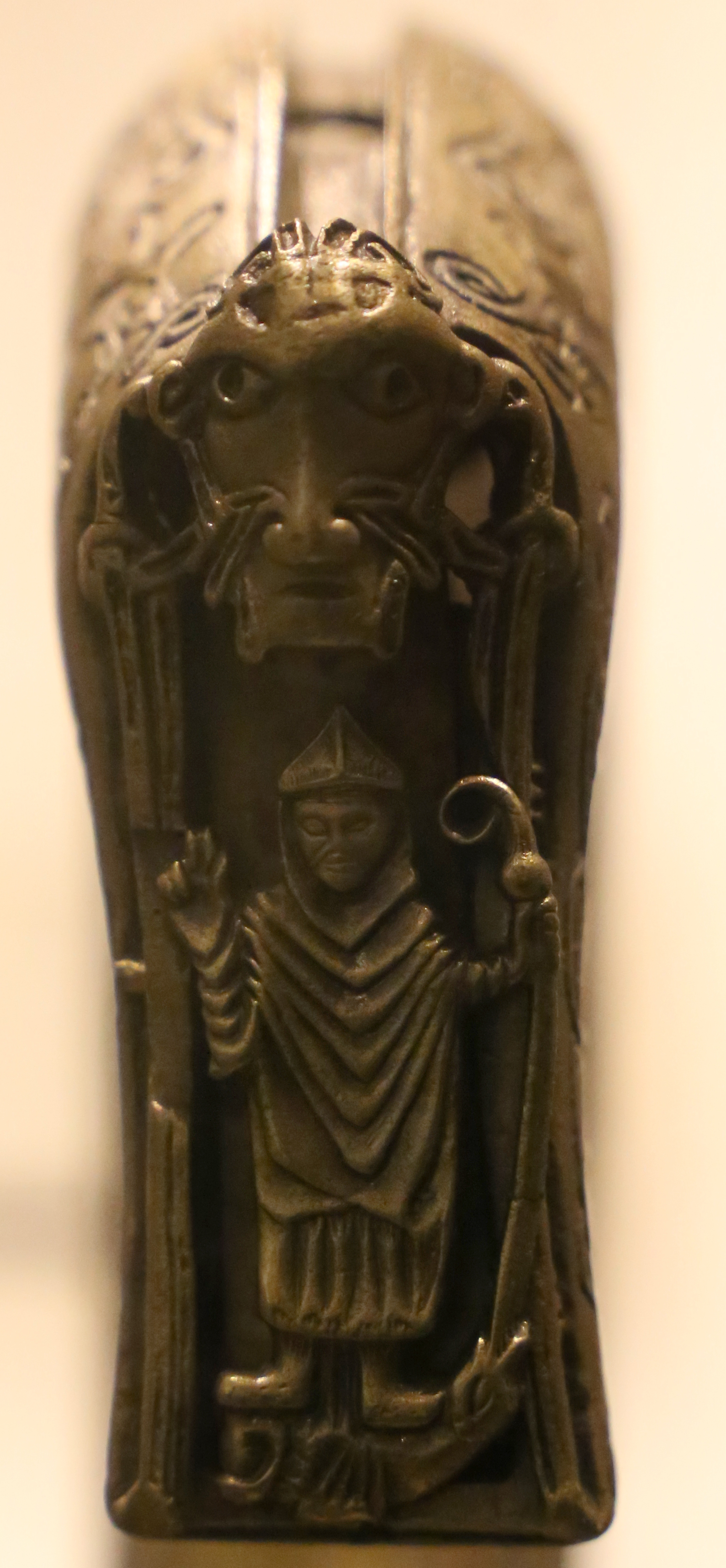
اسقفی که اژدها را با پایه عصایش روی بشقاب قطره ای به چوب می‌کشد

قطره اصلی احتمالاً به اندازه دستگیره‌ها تزئین شده بود، اما گم شده و زمانی در طول قرن‌های ۱۴ یا ۱۵ جایگزین شد. صفحه فعلی، مانند صفحه اصلی، یک پسوند جعبه مانند توخالی را تشکیل می‌دهد که به انتهای کلاهک ثابت شده‌است. از آلیاژ مس ریخته‌گری می‌شود و از یک درج شکلی ریخته‌گری تشکیل شده‌است که به یک نوار فلزی ساده متصل است. در بالای آن یک سر انسان نمایان و عجیب و غریب با مینای دندانه دار دیده می‌شود. در حفره زیر، چهره ای است که در قرن چهاردهم یا پانزدهم اضافه شده‌است، که به نظر می‌رسد یک اسقف یا روحانی باشد که میتر (نوعی سرپوش اسقف) بر سر دارد. او یک دستش را برای تبرک بالا آورده‌است در حالی که دست دیگرش یک کالسکه بلند با یک کلاهبردار مارپیچ است که از آن برای به خیمه زدن حیوانی، احتمالاً یک اژدها، به پای او استفاده می‌کند. دی پاور روحانی را به عنوان یک شخصیت جزیره ای در اواخر دوره با «چشم‌های سوراخ شده، گوش‌های کوچک، بینی بزرگ و سبیل و ریش سنگین» توصیف می‌کند.
موقعیت قرارگیری پیکره‌های انسانی شبیه به کروزیر مرفه اواخر قرن نهم است. تنها نمونه باقی مانده دیگر از چنین چهره ای در قطره رودخانه لاون کروزیر است. احتمالاً دیگر کروزیرها زمانی چهره‌های مشابهی داشتند اما اجزای آن آسیب دیده یا برداشته شدند. به نظر می‌رسد که این روحانی به‌عنوان نماینده قدیس یادبود در نظر گرفته شده‌است، بنابراین «جسد قدیس بنیان‌گذار را نمایان و فعال می‌سازد» و اقتدار قدیس را به حامل فعلی کرزیر اعطا می‌کند. صفحه مسی زیر قطره حاوی طرح‌های دو مارپیچی لعابی است که به رنگ‌های آبی، سبز و زرد ارائه شده‌است.
به عنوان قابل مشاهده‌ترین بخش کروزیر، قطره‌ها نقطه تمرکز آشکار برای هنر فیگور بودند، عنصری که جدا از زئومورفیسم، در غیر این صورت تقریباً به‌طور کامل در فلزکاری جزیره ای وجود ندارد. این منجر به نظریه‌هایی در قرن نوزدهم شد که قطره‌ها به عنوان ظرفی برای بقایای کوچک‌تر مقدسین عمل می‌کردند، در حالی که بدنه فلزی عصای چوبی اصلی قدیس را نگه می‌داشت. این ادعاها از اواسط قرن بیستم مورد تردید بوده‌اند و هیچ مدرکی برای حمایت از این نظریه‌ها وجود ندارد. یک استثناء لیزمور کروزیر است، که در آن دو یادگار کوچک و یک پارچه کتانی در طی یک بازسازی در سال ۱۹۶۶ میلادی در داخل کلاهبردار پیدا شد.

### شفت

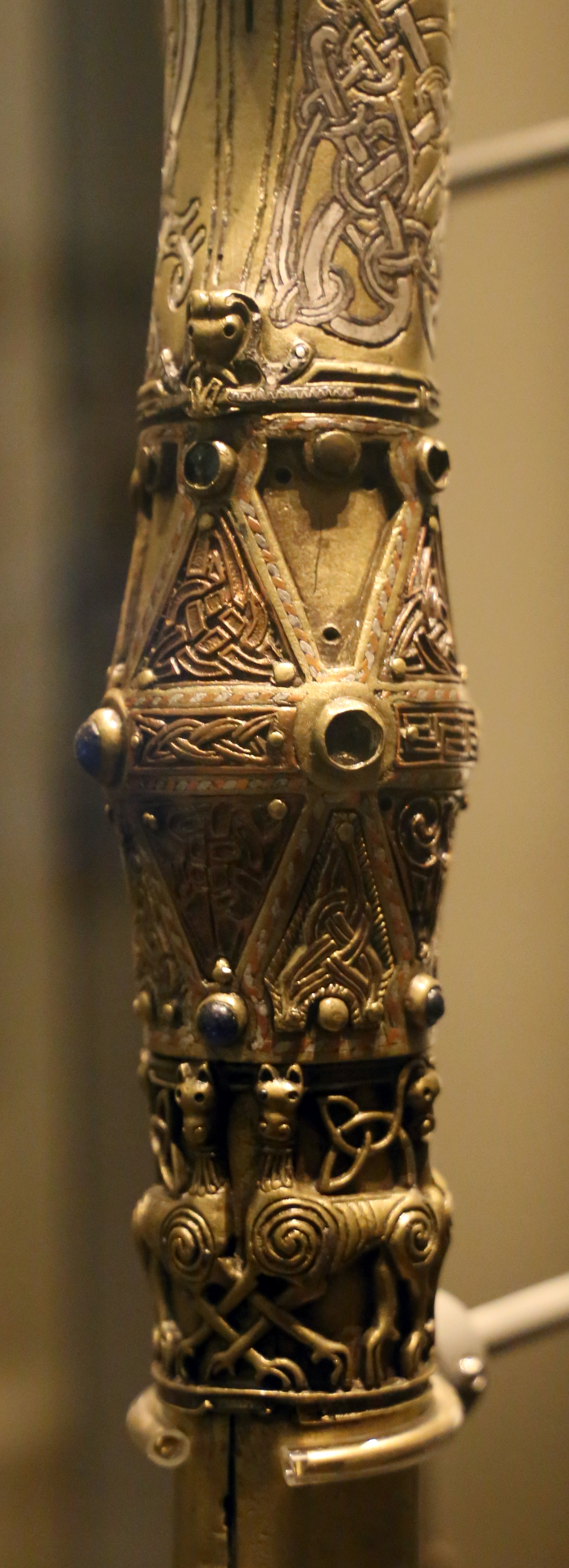
دستگیره بالایی که با پلاک‌های مثلثی، گل میخ‌های شیشه ای آبی و درهم تزئین شده‌است

شفت از یک هسته چوبی که با دو لوله آلیاژ مسی اندود شده تشکیل شده و پس از پایین‌ترین دستگیره باریک می‌شود. لوله در ابتدا با دو نوار اتصال در قسمت جلویی مهر و موم شده بود که احتمالاً از چرم بودند اما اکنون از بین رفته‌اند، اگرچه بخشی از یک غشای چرمی بین چوب و فلز هنوز وجود دارد. این شفت شامل سه دستگیره بشکه ای شکل و با تزئینات تزئین شده‌است که هر کدام کاملاً دور عصا می‌پیچند. آنها در فاصله مسافتی روی کارکنان قرار می‌گیرند و با طول لوله‌های خالی از هم جدا می‌شوند. هر کدام شامل الگوهای روباز و صفحات آلیاژ مسی تعقیب یا بازدارنده (یعنی برجستگی که از پشت چکش خورده‌است) است، این ویژگی فقط در کروزیر مرفه یافت می‌شود.
بزرگ‌ترین و بالاترین گره ۷٫۵ سانتیمتر (۳٫۰ اینچ) است بلند و دارای قطر ۴٫۸ سانتیمتر (۱٫۹ اینچ) است. در مرکز آن یک نوار افقی از میناکاری و میناکاری شامپلوی حاوی الگوهای هندسی و شاخ و برگ قرار گرفته‌است. با پلاک‌های مثلثی و مستطیلی درج شده (که تعدادی از آنها وجود ندارد) که بین آنها گل میخ‌های شیشه ای آبی قرار گرفته‌اند. پلاک‌ها مسی و با تزیینات درهم و دارای حاشیه‌هایی هستند که با نوارهایی از مس تابیده و سیم نقره پوشانده شده‌اند. این شامل ۴٫۲ سانتیمتر (۱٫۷ اینچ) است تاج که برای نگه داشتن پایه کلاهک بریده شده‌است. تاج زیر دستگیره بالایی از آلیاژ مس ساخته شده‌است و شامل دو جفت حیوان بزرگ گربه مانند است که رو به روی یکدیگر یا روبروی یکدیگر قرار دارند. حیوانات به صورت برجسته و تزئین شده با نیلو و نقره منبت کاری شده‌اند. آنها یال‌های شیر مانند، گوش‌های قائم، گردن‌های بلند و دم های طناب دار دارند. پاهای در هم تنیده آنها از مارپیچی شروع می‌شود که قبل از ادغام با حیوان مربوطه در طرف مقابل، به کمان‌های تریکوتر تبدیل یا گره می‌خورد. اگرچه معمولاً به عنوان شیر شناخته می‌شوند، اما این پیکره‌ها همچنین شباهت‌هایی به گریفین‌ها در یک گره جزیره‌ای قرن هشتمی از ستنس در نروژ دارند.
دستگیره مرکزی ۸٫۸ سانتیمتر (۳٫۵ اینچ) است ارتفاع دارد و کمتر از دو مورد دیگر تزئین شده‌است، اما دارای نوارهای درهم تنیده به سبک رینگریک باز ساخته شده از نقره منبت کاری شده‌است که مجموعه ای از الگوهای گره خورده را تشکیل می‌دهد. اندازه دستگیره پایین ۶٫۸ سانتیمتر (۲٫۷ اینچ) است ارتفاع، و مانند دستگیره بالایی دو مخروطی (یعنی دو قسمتی) و حاوی پلاک‌های مسی است که با گل میخ‌های شیشه‌ای از هم جدا شده‌اند.
پس از دستگیره پایینی، شفت از یک حلقه آزاد عبور می‌کند و به سمت حلقه میخ‌دار (یک پایه فلزی محافظ، در اینجا از آلیاژ مس) که نقطه پایه کروزیر را تشکیل می‌دهد، باریک می‌شود. برخلاف دو نمونه دیگر جزیره‌ای با فرول‌های باقی‌مانده (لیزمور و رودخانه لان، که هر دو انتهای پیچیده‌تر و پیچیده‌تری دارند)، در دستگیره پایینی ریخته نمی‌شود، بلکه یک قطعه جداگانه است.

## منشأ مدرن

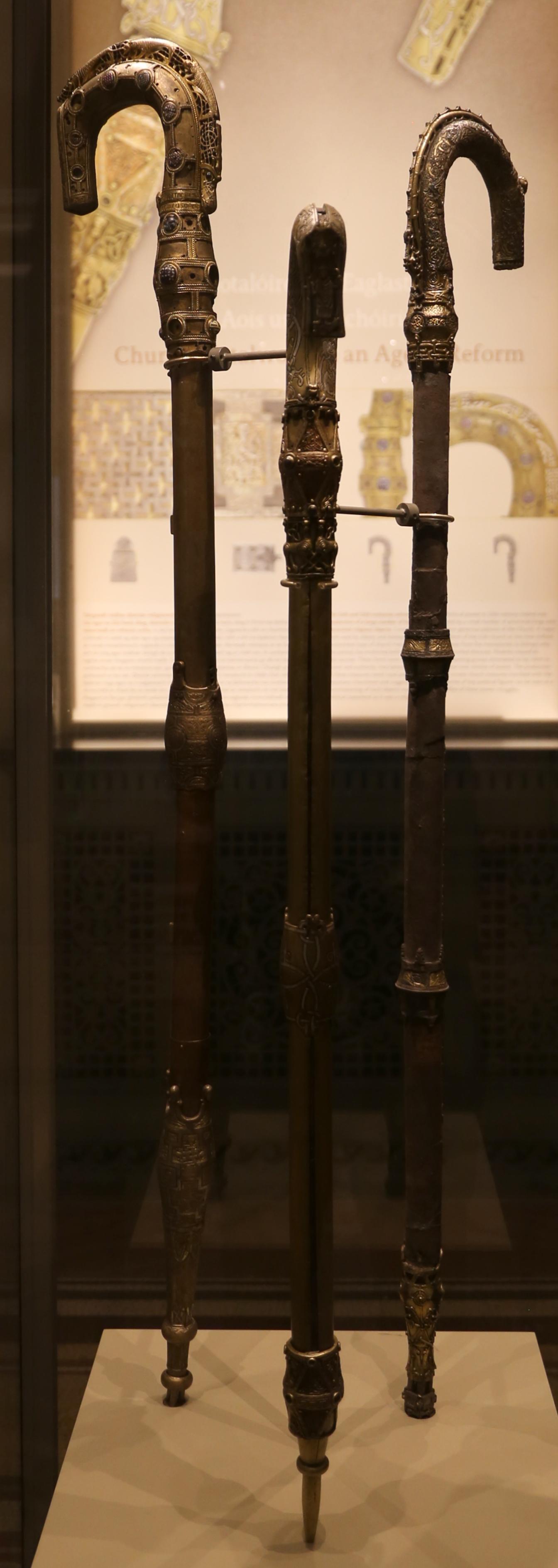
در نمایش با کروزیرهای لیزمور (چپ) و رودخانه لان (راست).

مکان و سال کشف مجدد کروزیر نامشخص است. پتری در سال ۱۸۲۱ در یادداشت‌های خود در مورد تاریخچه کلونماکنویز نوشت که «حدود ۳۰ سال پیش» پیدا شده‌است. [...] [در] مقبره سنت سیاران» با قرار دادن یافته آن ح. 1790. او ادامه داد که دیگر اشیاء کشف شده در مقبره شامل یک جام و ظرف شراب بود که به گفته پتری «به دست نادانان افتاد و احتمالاً ارزش نگهداری را نداشتند»، که نشان می‌دهد فلز گرانبهای آنها ذوب شده و به قیمت ذاتی فروخته شده‌است. ارزش. «مقبره سنت سیاران» که پتری به آن اشاره کرده‌است به احتمال زیاد معبد کیاران متعلق به کلونماکنویز است، یک نیایشگاه- نمازخانه در این مکان.
کروزیر برای مدتی در مجموعه لرد شهردار دوبلین و کلکسیونر هنری چارلز سیر (۱۷۶۴–۱۸۴۱) بود، اگرچه شرایط خرید او مشخص نیست. در سال ۱۹۷۰، باستان‌شناس فرانسوا هانری حدس زد که سر «ممکن است به‌طور مستقیم یا غیرمستقیم آن را از خانواده نگهبانان موروثی آن به دست آورده باشد» (خانواده ای محلی که در طول قرن‌ها از شیء مراقبت و محافظت می‌کردند)، اما وجود ندارد. شواهد مستند برای این یک نمایش سنگی در سال ۱۸۲۶ در نماهای زیبا از آثار باستانی ایرلند که در سال ۱۸۳۰ توسط معمار و نقشه‌کش رابرت اوکالاگان نیونهام گردآوری شد، ظاهر شد و در آنجا توصیف شد که «۱۰۰ سال پیش حفر شده‌است».
در کاتالوگ سال ۱۸۴۱ برای نمایشگاهی از مجموعه سر در بیمارستان روتوندا در دوبلین که مدت کوتاهی پس از مرگ وی برگزار شد، کروزیر به عنوان یک کروزیر «قدیمی» و زینتی توصیف شده‌است که زمانی به ابوت‌های کلونماکنویز تعلق داشت. در آن نمایشگاه توسط آکادمی سلطنتی ایرلند خریداری شد، و به موزه ملی ایرلند، خیابان کیلدر، دوبلین، در تأسیس آن در سال ۱۸۹۰ منتقل شد. امروزه در اتاق خزانه داری، در کنار کروزیرهای رودخانه لان و لیزمور به نمایش گذاشته می‌شود، جایی که به عنوان R 2988 فهرست شده‌است. ماکت اوایل قرن بیستم در دکلویسترز در نیویورک است. به‌طور گسترده‌ای به‌عنوان مجلل‌ترین و آراسته‌ترین کروزیرهای بازمانده از قرون وسطی شناخته می‌شود، در سال ۲۰۱۱ در فهرست آیریش تایمز و آکادمی سلطنتی ایرلند با عنوان " تاریخ ایرلند در ۱۰۰ شی " ظاهر شد.

## نگارخانه

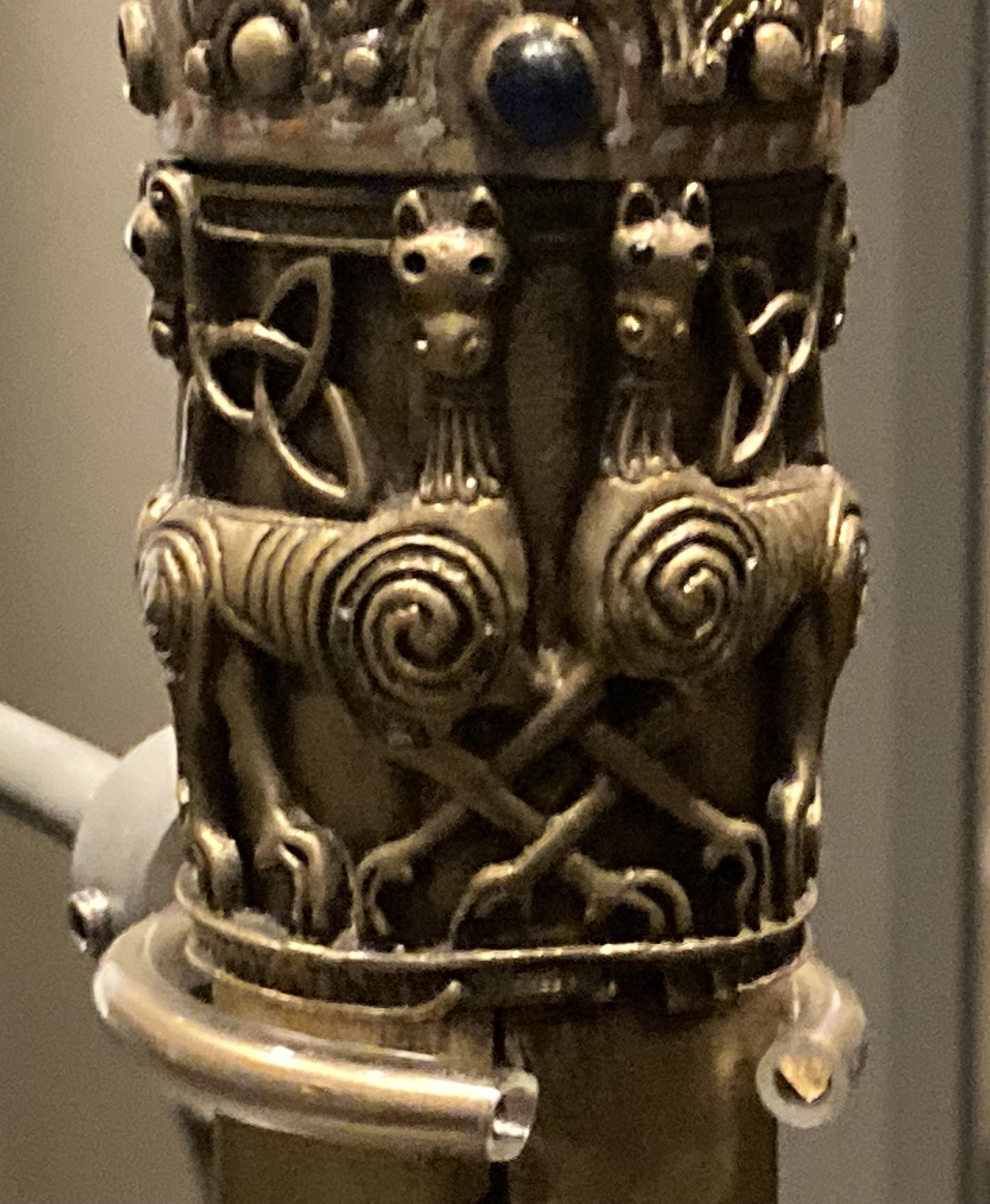
جزئیات حیوانات گوش گربه ای روبه رو (احتمالاً شیرها در نظر گرفته شده‌اند) روی پانل زیر دستگیره بالایی
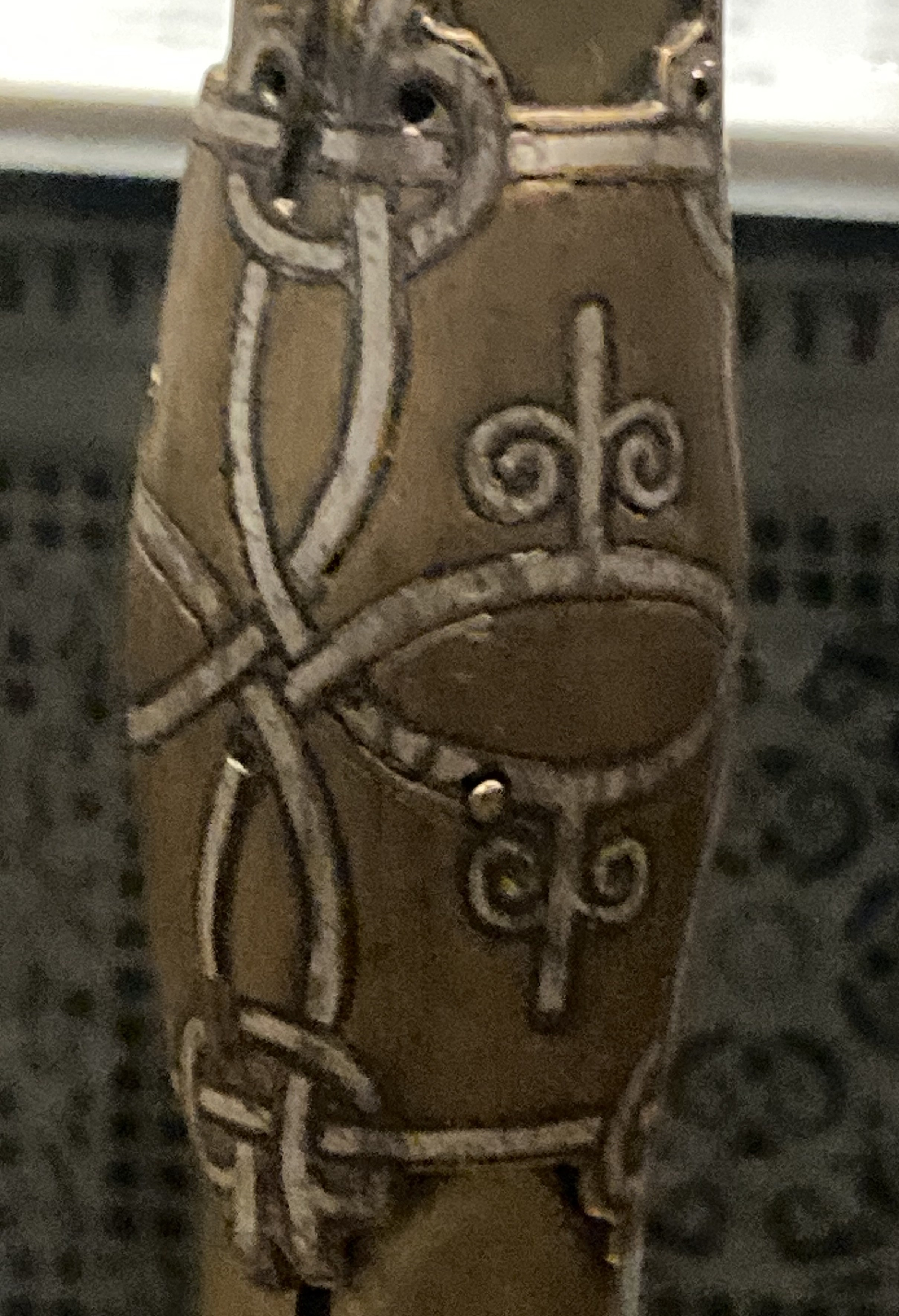
طرح‌های حلقه ای روی دستگیره وسط
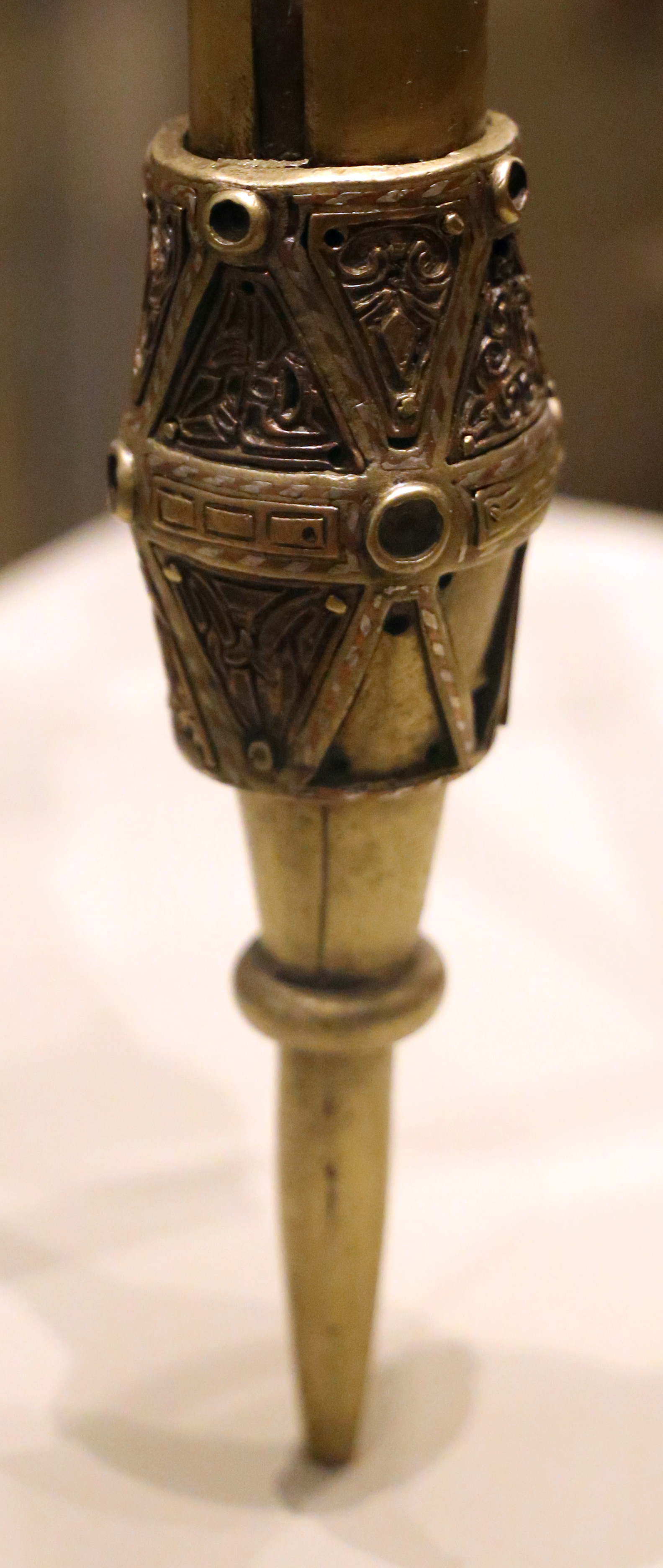
دستگیره و فرول پایینی با حلقه شل و سنبله باریک